# KK Sūduva
Le Krepšinio Klubas Sūduva est un club lituanien de basket-ball évoluant dans la ville de Marijampolė.